# ColorSync
ColorSync è la parte del sistema operativo Mac OS di Apple dedicata alla gestione del colore secondo le specifiche dell'International Color Consortium (ICC).
Nel 1988 Robin Myers riceve da Apple l'incarico di progettare un sistema di gestione del colore per il sistema operativo Macintosh. Myers programma ColorSync, un sistema aperto, con profili a matrice RGB (anche per le stampanti), e un unico CMM trasparente per l'utente. ColorSync si basa sullo spazio XYZ e ha due intenti di rendering (che non si chiamano ancora così): colorimetrico relativo e colorimetrico assoluto. La prima versione fa parte di Mac OS 7.5 distribuito nel 1993.
Già nel 1992, in un meeting di FOGRA a Monaco di Baviera, in Germania, i produttori di hardware e software mostrano di essere interessati a questo sistema unificato di gestione del colore. L'anno successivo viene fondato Apple ColorSync Consortium, la cui prima riunione si tiene nella sede di Sun Microsystems a Palo Alto, California. Presto i membri del consorzio si convincono che lo standard da sviluppare deve essere multipiattaforma e nel 1993 l'organizzazione diventa totalmente indipendente con il nome di International Color Consortium (ICC).
Nel frattempo Apple ha continuato a sviluppare ColorSync, come parte di Mac OS responsabile della gestione del colore secondo le specifiche ICC. Nel 1995 Apple ha acquisito i diritti del motore di colore Linotype e lo ha incorporato nella versione 2 di ColorSync. Nel 2001 ColorSync è arrivato alla versione 4 ed è stato integrato in macOS.

## Dettaglio delle versioni di ColorSync
| versione | data           | Mac OS        | note                                            |
| 1        | 1993           | System 7.5    | supporta i profili proprietari                  |
| 2.0      | 1995           |               | supporta profili ICC, LinoColor CMM             |
| 2.1      |                |               | supporta named color space                      |
| 2.1.1    |                | System 7.6    | tag dsc2                                        |
| 2.1.2    |                |               |                                                 |
| 2.5      | marzo 1998     |               | LinoColor CMM, ma supporta qualunque motore ICC |
| 2.5.1    | settembre 1998 | Mac OS 7.6.1  |                                                 |
| 2.6      | aprile 1999    | Mac OS 8.1    | richiede PowerPC                                |
| 3.0      | novembre 1999  | Mac OS 8.5    | richiede PowerPC                                |
| 3.0.1    |                |               |                                                 |
| 3.0.2    |                |               |                                                 |
| 3.0.3    |                | Mac OS 9.1    |                                                 |
| 3.0.4    |                | Mac OS 9.2.1  |                                                 |
| 4.0      | marzo 2001     | Mac OS X      |                                                 |
| 4.1      | settembre 2001 | Mac OS X 10.1 |                                                 |
| 4.2      | agosto 2002    | Mac OS X 10.2 |                                                 |
| 4.3      | ottobre 2003   | Mac OS X 10.3 |                                                 |
| 4.4      | aprile 2005    | Mac OS X 10.4 | supporta profili ICC versione 4                 |